# Amarillo Wranglers
Gli Amarillo Wranglers sono stati una squadra di hockey su ghiaccio della con sede nella città di Amarillo, nello Stato del Texas, USA. Nacquero nel 1968 e disputarono la Central Hockey League per due stagioni fino al loro scioglimento giunto nel 1971. Giocarono presso l'Amarillo Civic Center e furono affiliati ai Pittsburgh Penguins.

## Storia
Gli Amarillo Wranglers vennero fondati nel 1968 su iniziativa di Jack McGregor, proprietario dei Pittsburgh Penguins, franchigia NHL nata solo un anno prima. La squadra divenne uno fra i primi farm team dei Penguins, tuttavia non riuscì a ottenere abbastanza successo né sul ghiaccio né fra il pubblico, costringendo la dirigenza a cessare le attività già alla fine della prima stagione.
Trascorse un anno e McGregor provò a rilanciare i Wranglers, tuttavia i risultati furono addirittura peggiori rispetto alla prima esperienza. Fu così nel 1971 la franchigia venne sciolta definitivamente.

### Affiliazioni
Nel corso della loro storia gli Amarillo Wranglers sono stati affiliati alle seguenti franchigie della National Hockey League:
- Pittsburgh Penguins: (1968-1969)
- Pittsburgh Penguins: (1970-1971)

## Record stagione per stagione
| Amarillo Wranglers |       |    |    |    |    |    |     |     |    |  |
| 1968-69            | South | 72 | 29 | 32 | 11 | 69 | 238 | 252 | 4° |  |
| 1970-71            | CHL   | 72 | 14 | 47 | 11 | 39 | 216 | 329 | 7° |  |

## Record della franchigia

### Carriera
Gol: 51  Ron Snell
Assist: 58  Garry Swain
Punti: 95  Garry Swain
Minuti di penalità: 259  Dave Simpson
Partite giocate: 141  Ron Snell